# فلاندس
فلاندس (به اسپانیایی: Flandes) یک سکونتگاه مسکونی در کلمبیا است که در بخش تولیما واقع شده‌است.